# Истинският Люин Дейвис
„Истинският Люин Дейвис“ (на английски: Inside Llewyn Davis) е трагикомичен филм от 2013 г. Сценарият, режисурата и монтажът са дело на братя Коен. Филмът проследява една седмица от живота на нюйоркския певец Люин Дейвис. Премиерата е на 19 май 2013 г. на кинофестивала в Кан, а в България филмът е показан в рамките на Sofia Independent Film Festival през 2013 г.

## Актьорски състав
| Актьор             | Роля          |
| ------------------ | ------------- |
| Оскар Айзък        | Люин Дейвис   |
| Кери Мълиган       | Джийн Бърки   |
| Джон Гудмън        | Роланд Търнър |
| Гарет Хедлънд      | Джони Файв    |
| Джъстин Тимбърлейк | Джим Бърки    |
| Ф. Мъри Ейбрахам   | Бъд Гросман   |
| Старк Сандс        | Трой Нелсън   |
| Адам Драйвър       | Ал Коди       |

## Награди и номинации
| Категория                              | Номиниран(и)                         | Резултат               |
| Оскар (2 март 2014 г.)                 | Оскар (2 март 2014 г.)               | Оскар (2 март 2014 г.) |
| -------------------------------------- | ------------------------------------ | ---------------------- |
| Най-добър звук                         | Най-добър звук                       | номинация              |
| Най-добра кинематография               | Бруно Делбонел                       | номинация              |
| Награда на БАФТА (16 февруари 2014 г.) |                                      |                        |
| Най-добър звук                         | Най-добър звук                       | номинация              |
| Най-добър оригинален сценарий          | Джоел и Итън Коен                    | номинация              |
| Най-добра кинематография               | Бруно Делбонел                       | номинация              |
| Златен глобус (12 януари 2014 г.)      |                                      |                        |
| Най-добър филм – мюзикъл или комедия   | Най-добър филм – мюзикъл или комедия | номинация              |
| Най-добър актьор в мюзикъл или комедия | Оскар Айзък                          | номинация              |
| Най-добра оригинална песен             | „Please Mr. Kennedy“                 | номинация              |
| Сателит (23 февруари 2014 г.)          |                                      |                        |
| Най-добра кинематография               | Бруно Делбонел                       | награда                |
| Най-добър филм                         | Най-добър филм                       | номинация              |
| Най-добър звук                         | Най-добър звук                       | номинация              |
| Най-добър режисьор                     | Джоел и Итън Коен                    | номинация              |
| Най-добър оригинален сценарий          | Джоел и Итън Коен                    | номинация              |
| Най-добра оригинална песен             | „Please Mr. Kennedy“                 | номинация              |
| Сатурн (26 юни 2014 г.)                |                                      |                        |
| Най-добър независим филм               | Най-добър независим филм             | номинация              |
| Най-добър сценарий                     | Джоел и Итън Коен                    | номинация              |
| Най-добър актьор                       | Оскар Айзък                          | номинация              |
| Емпайър (30 март 2014 г.)              |                                      |                        |
| Най-добър мъжки дебют                  | Оскар Айзък                          | номинация              |